# Altstrelitzer Gefängnis

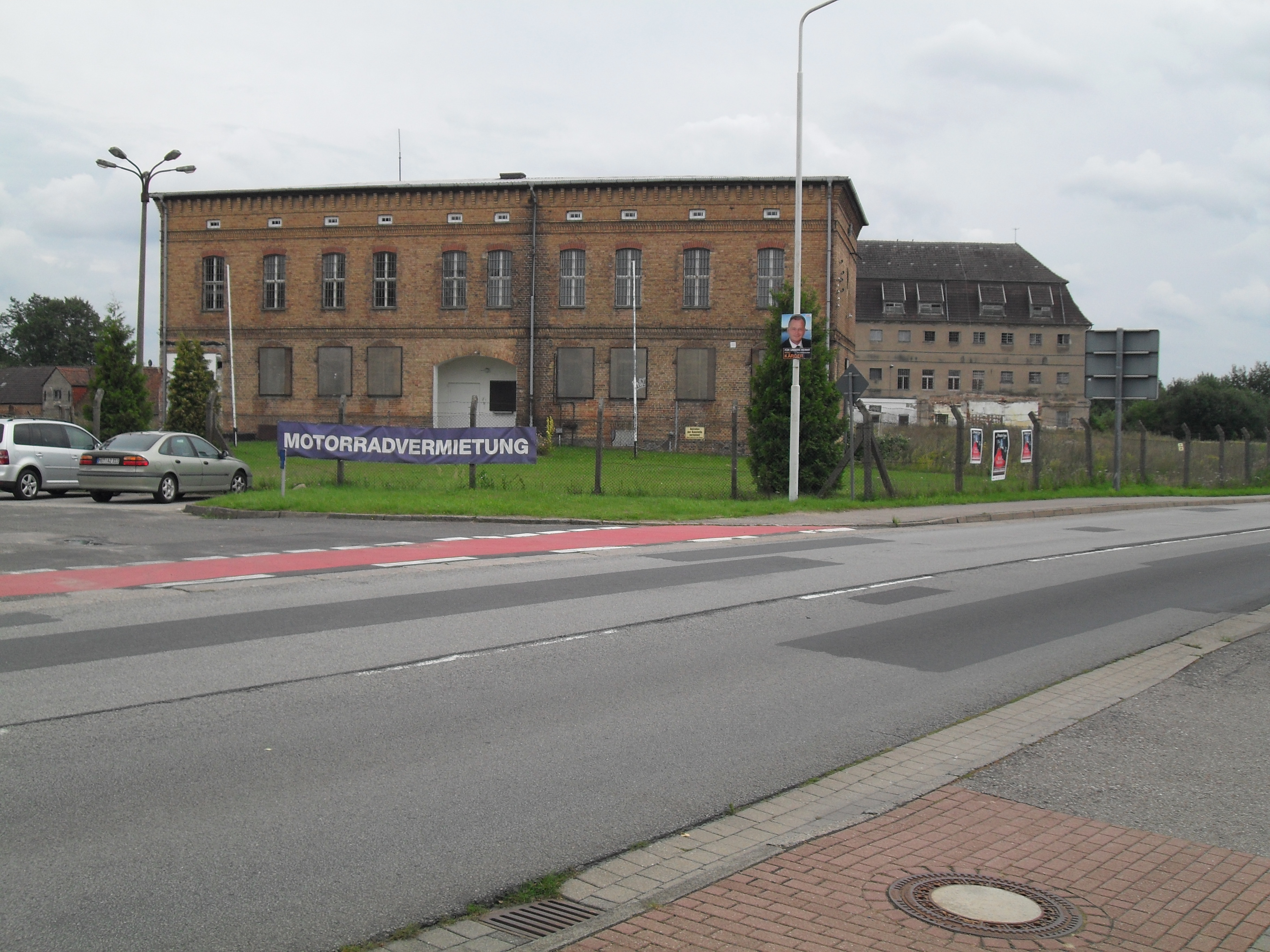
Ehem. Altstrelitzer Gefängnis

Das ehemalige Altstrelitzer Gefängnis liegt am Ortsausgang des Neustrelitzer Stadtteils Strelitz-Alt. 2001 wurde der Gefängniskomplex leergezogen und zwei Gebäude – Hafthaus I mit Anbau – sowie das – Verwaltungsgebäude – unter Denkmalschutz gestellt.

## Geschichte

### Großherzogtum Mecklenburg-Strelitz (1701–1918), Deutsches Kaiserreich (1871–1933) und Weimarer Republik (1918–1933)

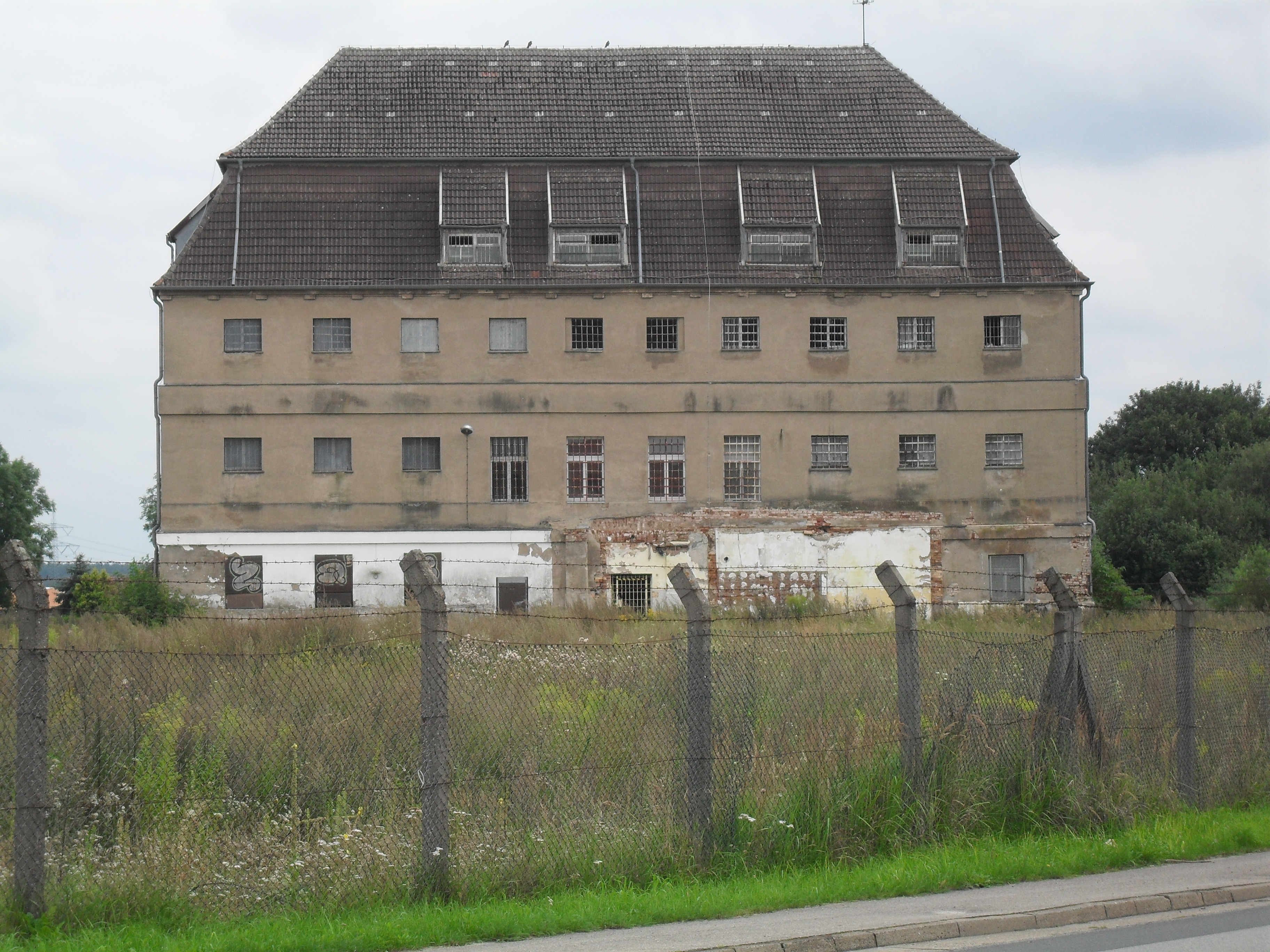
Ehem. Hafthaus I

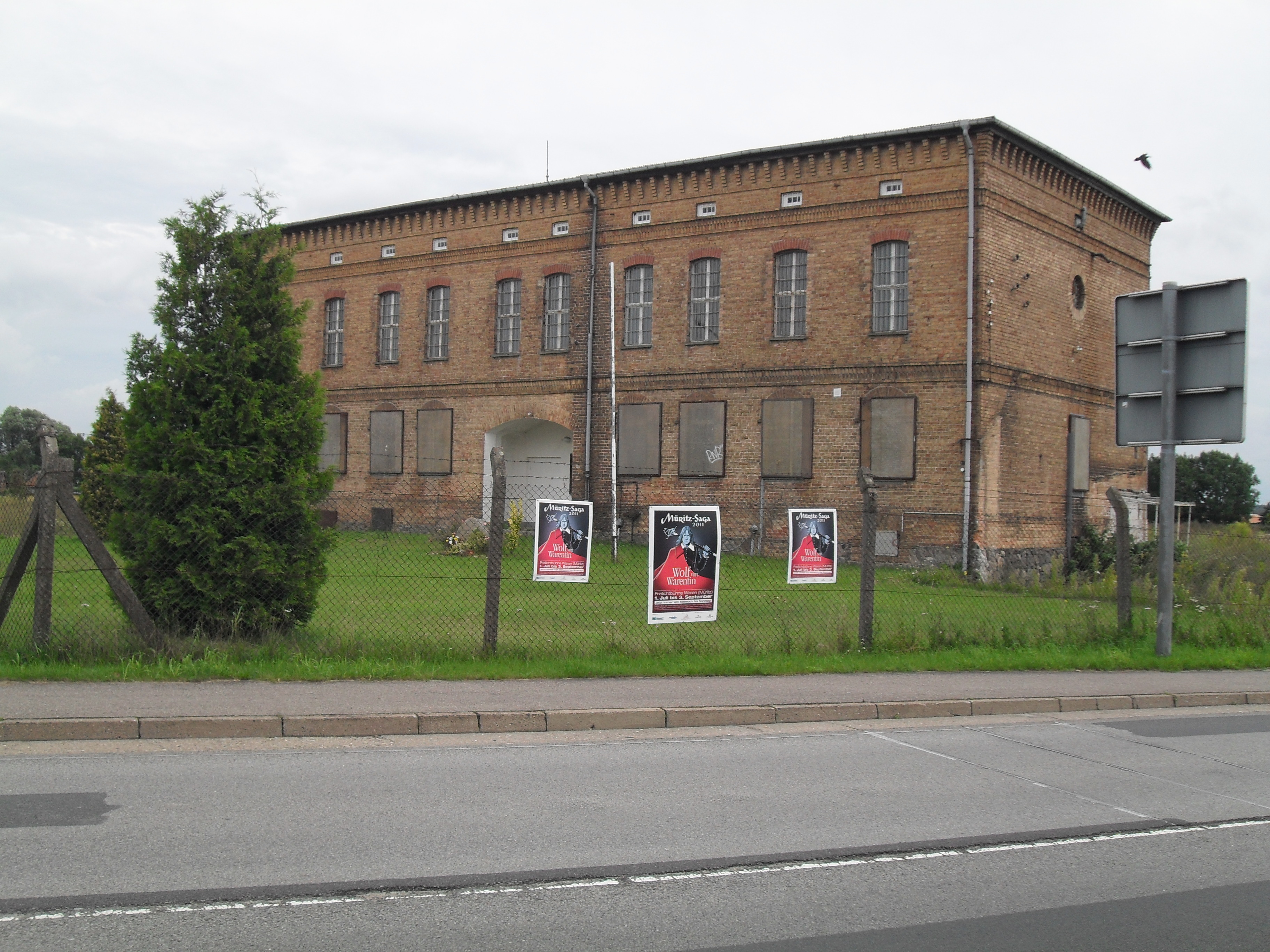
Ehem. Verwaltungsgebäude

1805 ließ der regierende Herzog Karl II. von Mecklenburg-Strelitz das – Landarbeits- auch Zucht- und Irrenhaus – auf dem Gelände des 1712 abgebrannten ehemaligen Residenzschlosses der mecklenburg-strelitzschen Herzöge errichten. Die psychisch Kranken wurden 1902 in die am Domjüchsee neuerbaute, eigenständige Mecklenburg-Strelitzsche Landesirrenanstalt Domjüch verlegt, während das Gefängnis weiter als Landarbeits- und Landarmenhaus, Zuchthaus und Gefängnis genutzt wurde. Am 31. Dezember 1902 waren hier 32 Männer und 4 Frauen in Haft.

### Zeit des Nationalsozialismus (1933–1945)
Nach dem Zusammenschluss der Länder Mecklenburg–Strelitz und Mecklenburg–Schwerin zum Land Mecklenburg (1934) wurde das Altstrelitzer Gefängnis als Landesanstalt Neustrelitz–Strelitz bezeichnet. In der Zeit des Nationalsozialismus wurden hier Gegner nationalsozialistischer Willkür inhaftiert, misshandelt und auch ermordet.
Während der Novemberpogrome 1938 veranlassten die Nationalsozialisten mit dem Reichsbürgergesetz, dass Juden in Deutschland – „insbesondere wohlhabende“ – in Schutzhaft genommen wurden. Abweichend von der Weisung der Berliner Gestapo–Zentrale wurden in Neustrelitz auch Frauen inhaftiert. Nicht nur Neustrelitzer waren betroffen, sondern auch Einwohner der Städte Rostock, Feldberg, Friedland, Woldegk und Neubrandenburg – insgesamt etwa 200 Personen. Bis März 1939 wurden alle wieder entlassen. Die jüdischen Bürger waren vor der Entlassung „eingehend verwarnt und darüber belehrt worden […], daß sie sich unmittelbar nach ihrem Wohnort zu begeben und daselbst sofort bei der Polizei zu melden hätten. […] Auch ist ihnen vor der Entlassung aufgegeben, daß sie unmittelbar nach der Entlassung ihre Auswanderung zu fördern hätten. Anderenfalls würde ihre Verhaftung abermals erfolgen.“(Auszug aus einer Mitteilung des Verwaltungsoberinspektors Tamm der Landesanstalt Neustrelitz-Strelitz vom 23. Dezember 1938).
Noch vor dem Zweiten Weltkrieg erfolgte der Umbau des „großen Hauses“ (Hafthaus I). Das I. Obergeschoss wurde zur Station für „männliche asoziale Lungenkranke“ und das 2. Obergeschoss für den Maßregelvollzug zur Unterbringung von „unzurechnungsfähigen bzw. beschränkt zurechnungsfähigen Rechtsbrechern“ umgebaut. Das gesamte Gebäude wurde als „Abteilung Heil- und Pflegeanstalt“ oder kurz als „Abteilung III“ bezeichnet.

### Sowjetische Besatzungszone (1945–1949)
Nach dem Zweiten Weltkrieg war der Osten Deutschlands Sowjetische Besatzungszone. Im Mai 1945 übernahm der sowjetische NKWD das Altstrelitzer Gefängnis als – Gefängnis Nr.5 Strelitz – der Abteilung Speziallager. Hier waren Sowjetbürger vor der Repatriierung, Wlassow-Soldaten, SMT-Verurteilte und Internierte in Haft – bis über 1000 Personen darunter Jugendliche und Frauen. Viele starben infolge von Krankheiten bedingt durch mangelnde Hygiene und Prügel. 1946 wurden alle Häftlinge in das Speziallager Nr. 7 Sachsenhausen und in das Speziallager Nr. 9 Fünfeichen verlegt.

### Deutsche Demokratische Republik (1949–1990)
Das Gefängnis kam am 7. August 1947 wieder in deutsche Hände und wurde bis zur Schließung 2001 als Strafvollzugseinrichtung – StVE Neustrelitz – bzw. Justizvollzugsanstalt – JVA Neustrelitz – genutzt. Nach der Wende in der DDR wurden die Elektrozäune abgebaut und die Wachhunde abgeschafft. Mehrere Ausbruchsversuche waren die Folge. Darüber hinaus kam es auch zu Häftlingsrevolten, die jedoch durch die Häftlinge selbst beigelegt werden konnten.

### Bundesrepublik Deutschland (seit 1990)
1991 konnten bei einem spektakulären Massenausbruch elf Häftlinge fliehen. Nur zwei wurden sofort wieder gefasst. Möglich wurde der Ausbruch durch die ungenügenden Sicherungssysteme. Ein Umbau entsprechend dem in der Bundesrepublik Deutschland geltenden Standards − wie die Erhöhung der Mauer von vier auf sechs Meter − war noch nicht erfolgt.
2001 wurde das Gebäude leergezogen und Hafthaus I mit Anbau sowie das Verwaltungsgebäude unter Denkmalschutz gestellt. Für die Immobilie wird ein Käufer gesucht.
Bereits 1999 wurde für die neue Jugendanstalt Neustrelitz an der Wesenberger Chaussee der Grundstein gelegt. Diese nahm am 1. April 2001 ihren Betrieb auf. 297 Haftplätze stehen in dieser modernen JVA für die Unterbringung jugendlicher Straftäter zur Verfügung.

## Schicksale bekannter Häftlinge

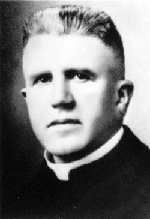
Bernhard Schwentner

Die Schicksale bekannter Häftlinge zeigen wie verschiedene politischen Systeme den Gefängniskomplex zur Ausübung staatlicher Macht nutzten.
- 1926 kam es im Deutschland der Weimarer Republik zu einem Justizskandal. Der polnische Landarbeiter Josef Jakubowski wurde am 15. Februar 1926 auf dem Gefängnishof hingerichtet – ein Justizirrtum.[10][11]

- 1943 wurde hier Gustav Melkert – Arbeiter in einer Munitionsfabrik und Gewerkschaftssekretär im damaligen Landkreis Waren – zu Tode geprügelt.

- 1944 war hier der Neustrelitzer Pfarrer Bernhard Schwentner in Haft. Er wurde am 30. Oktober 1944 im Zuchthaus Brandenburg-Görden hingerichtet.

- Arnold Bernhard – deutscher Fabrikant und Vorsitzender der Jüdischen Gemeinde Rostock – wurde während der Novemberpogrome 1938 verhaftet und im Altstrelitzer Gefängnis in „Schutzhaft“ genommen, später aber wieder freigelassen.

- Der Schriftsteller Hans Fallada wurde am 4. September 1944 in den Maßregelvollzug − im 2. Obergeschoss der „Abteilung Heil- und Pflegeanstalt“ (Hafthaus I)[3] − zur Beobachtung eingewiesen. Er schrieb hier das „Trinkermanuskript“ – eine Reihe von Kurzgeschichten, den später verfilmten Roman Der Trinker und einen Erfahrungsbericht über den NS-Staat. Am 13. Dezember 1944 wurde er wieder entlassen.[12][3][1][13][14]

- 1945 wurde der Greifswalder Bürgermeister Richard Schmidt hier inhaftiert. Er wurde dann ins Speziallager Nr. 9 Fünfeichen gebracht und starb dort 1946.

- Vom 10. April bis 22. Mai 1974 saß der Autor Jürgen Landt als Jugendlicher in einem sechswöchigen Strafvollzug wegen „Rowdytums“ im Zuchthaus Alt-Strelitz ein. Er verarbeitete seine Erfahrung in dem autobiografischen Roman Der Sonnenküsser.